# Krzekoty
Krzekoty (deutsch Groß Hasselberg) ist ein Ort in der polnischen Woiwodschaft Ermland-Masuren innerhalb der Landgemeinde Lelkowo (Lichtenfeld) im Powiat Braniewski (Kreis Braunsberg). Bis 1945 gehörte er zum Kreis Heiligenbeil in Ostpreußen.

## Geographische Lage
Krzekoty liegt im Nordwesten der Woiwodschaft Ermland-Masuren, 20 Kilometer südöstlich der früheren und heute auf russischem Gebiet gelegenen Kreisstadt Heiligenbeil (russisch Mamonowo) bzw. 23 Kilometer östlich der heutigen Kreismetropole Braniewo (Braunsberg).

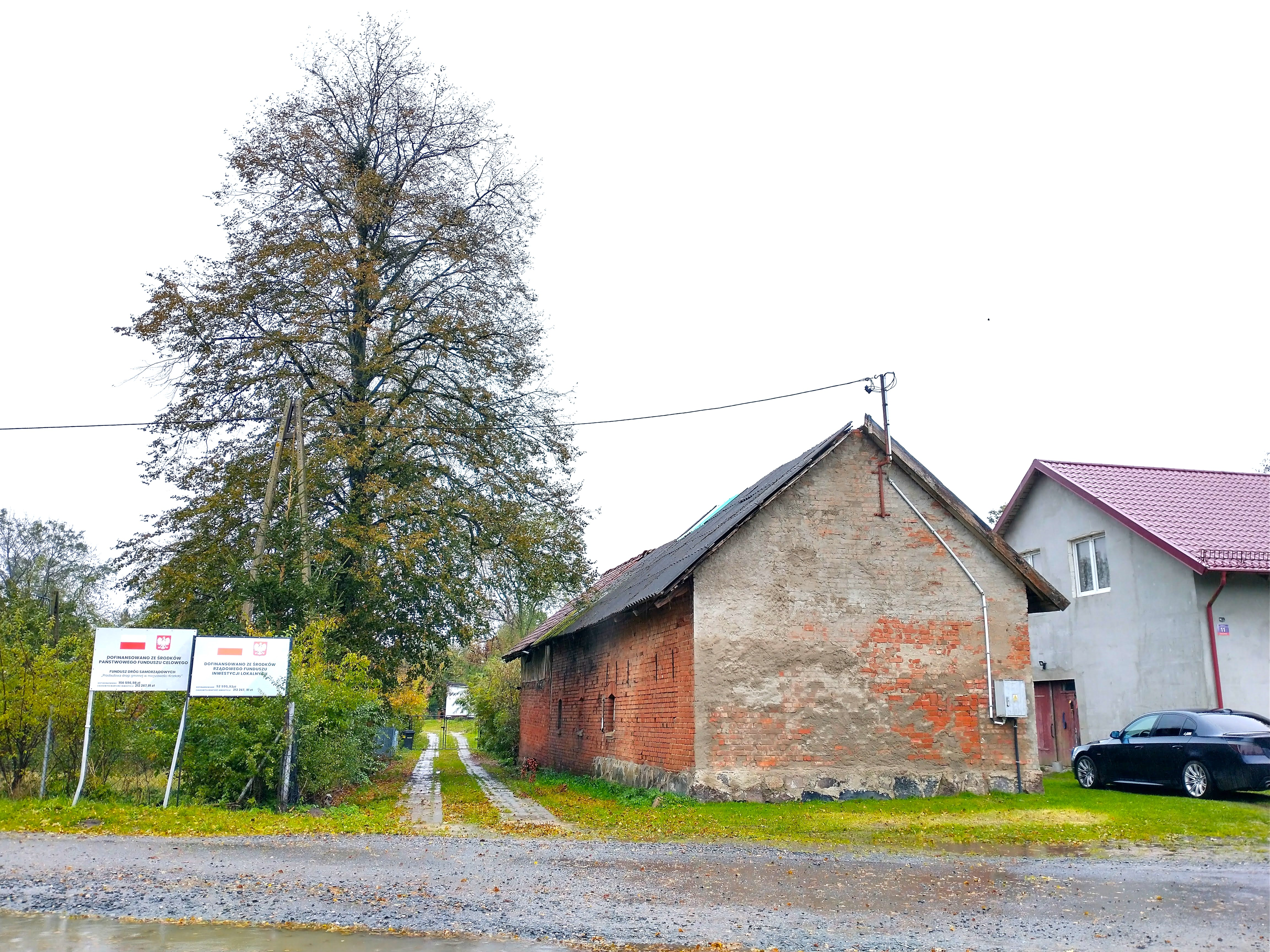
Anwesen in Krzekoty

|  |

## Geschichte
Der Komtur von Balga Heinrich von Muro erteilte 1337 das Privileg zur Anlage des Ortes Hasselberg. Im Jahre 1874 wurde Groß Hasselberg sowohl als Gutsbezirk als auch als Landgemeinde in den Amtsbezirk Hohenfürst (polnisch Wyszkowo) aufgenommen, der im ostpreußischen Kreis Heiligenbeil, Regierungsbezirk Königsberg, neu errichtet wurde.
In der Landgemeinde Groß Hasselberg waren im Jahre 1910 181 Einwohner gemeldet. Ihre Zahl stieg bis 1933 auf 385. Am 1. April 1938 vergrößerte sich die Gemeinde um den Nachbarort Neu Hasselberg (polnisch Krzekotkowo), der eingemeindet wurde. Die Zahl der Einwohner belief sich 1939 auf 364.

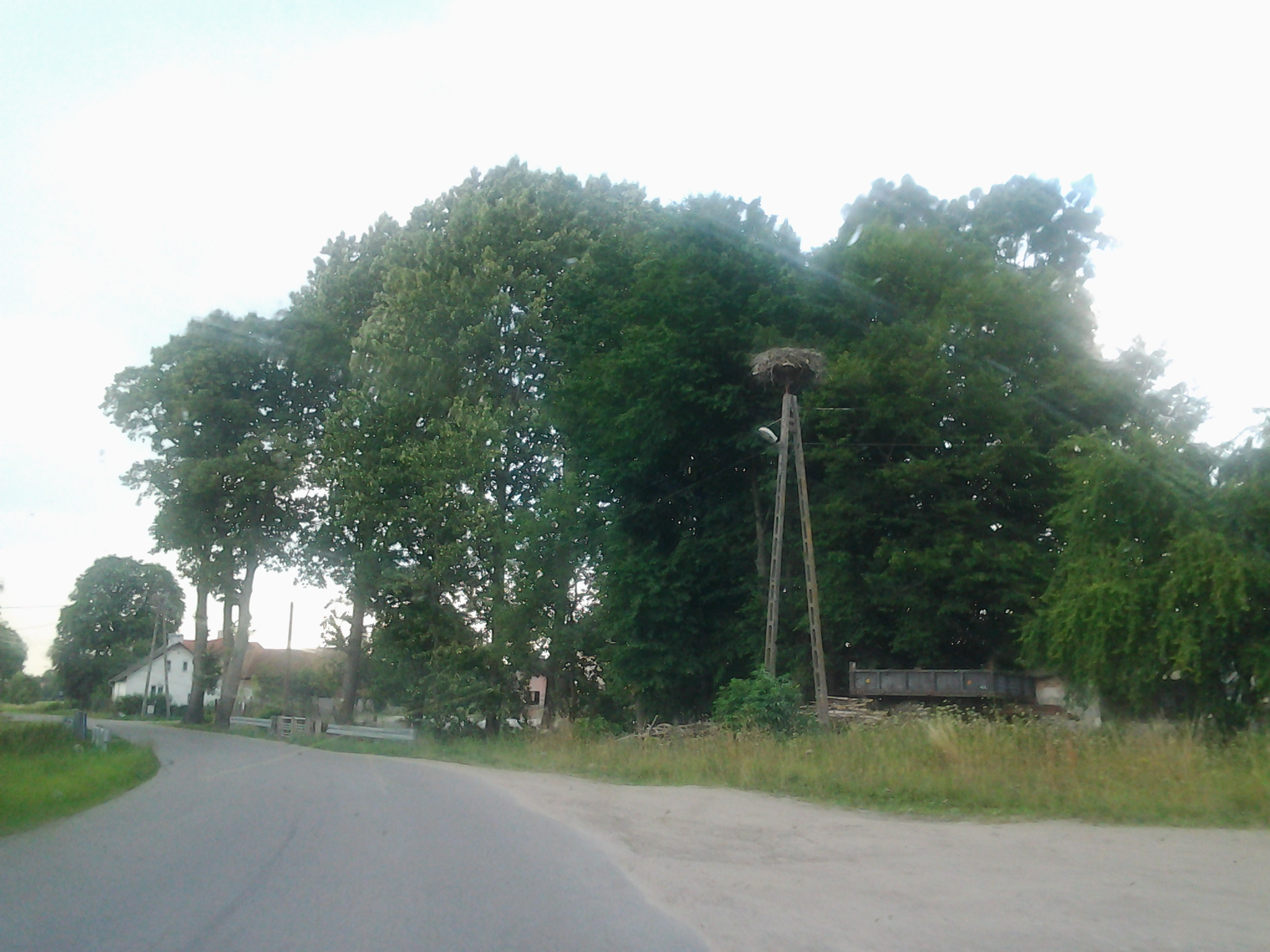
Storchennest in Krzekoty

Der Gutsbezirk Groß Hasselberg zählte im Jahre 1910 180 Einwohner. Zu ihm gehörten die beiden Vorwerke Schäferhof und Schöneberg (polnisch Działy).
Am 2. Juli 1910 wurde der Gutsbezirk Groß Hasselberg in die neue Landgemeinde Neu Hasselberg (polnisch Krzekotkowo) umgewandelt, dessen Einwohnerzahl sich im Jahre 1925 auf 190 belief. Am 30. September 1928 wurde der Nachbarort Klein Hasselberg (polnisch Krzekotki) nach Neu Hasselberg eingemeindet. Die Landgemeinde Neu Hasselberg bestand noch bis 1938, als sie in die Gemeinde Groß Hasselberg eingegliedert wurde.
In Kriegsfolge kamen die in der Gemeinde Groß Hasselberg zusammengeführten Orte Klein Hasselberg, Neu Hasselberg und Groß Hasselberg 1945 mit dem gesamten südlichen Ostpreußen zu Polen. Groß Hasselberg erhielt die polnische Namensform „Krzekoty“ und ist heute eine Ortschaft innerhalb der Gmina Lelkowo (Landgemeinde Lichtenfeld) im Powiat Braniewski (Kreis Braunsberg), von 1975 bis 1998 der Woiwodschaft Elbląg, seither der Woiwodschaft Ermland-Masuren zugehörig.

## Religion
Mit der fast ausnahmslos evangelischen Bevölkerung war Groß Hasselberg bis 1945 in das Kirchspiel der Kirche Hohenfürst (polnisch Wyszkowo) in der Kirchenprovinz Ostpreußen der Kirche der Altpreußischen Union eingegliedert, während die wenigen römisch-katholischen Einwohner zur Pfarrei in Heiligenbeil im damaligen Bistum Ermland gehörten.
Die heute mehrheitlich römisch-katholische Einwohnerschaft Krezkotys gehört zur Pfarrei in Zagaje (Hasselpusch) im Dekanat Pieniężno (Mehlsack) im jetzigen Erzbistum Ermland.

## Verkehr
Krzekoty liegt am Kreuzungspunkt zweier Nebenstraßen, die von Lelkowo (Lichtenfeld) nach Żelazna Góra (Eisenberg) bzw. von Wilknity (Wilknitt) nach Bieńkowo (Bönkenwalde) führen. Eine Bahnanbindung besteht nicht.